# Ластовенко Іван Герасимович
Іван Герасимович Ластовенко (1909, село Новомайорське, тепер Великоновосілківського району Донецької області — 1990, місто Мар'їнка, Донецької області) — український радянський діяч, директор Богоявленської МТС Мар'їнського району, голова виконавчого комітету Мар'їнської районної ради депутатів трудящих Сталінської області. Депутат Верховної Ради УРСР 2—3-го скликань (від Сталінської області).

## Біографія
Народився в родині селянина-бідняка. Після закінчення початкової сільської школи наймитував у заможних селян, частіше — під Мелітополем. З 1925 року працював кур'єром при сільській раді у Павлівці на Донбасі. Вступив до комсомолу. До 1930 року — на роботі в сільській споживчій кооперації.
У 1931—1938 роках — заступник голови і голова колгоспу в селі Павлівка Донецької області. У 1938—1941 роках — голова Павлівської сільської ради депутатів трудящих Мар'їнського району Сталінської області.
Член ВКП(б) з 1938 року.
Під час німецько-радянської війни перебував у евакуації, працював на господарській роботі в Ростовській області РРФСР та Акмолінській області Казахської РСР. У 1943 році повернувся в Сталінську область. У 1943—1944 роках — голова Павлівської сільської ради депутатів трудящих Мар'їнського району Сталінської області.
У 1944—1951 роках — директор Богоявленської машинно-тракторної станції (МТС) Мар'їнського району Сталінської області.
У 1951—1957 роках — голова виконавчого комітету Мар'їнської районної ради депутатів трудящих Сталінської області.
З 1970 року — персональний пенсіонер.

## Родина
Перша дружина (ім'я та прізвище невідомі) (? — 1938/1939) — померла рано, можливо, від туберкульозу. Похована, за попередніми даними, у Криму, біля міста Сімеїз.
Син — Ластовенко Сергій Іванович (1934—1997) — лікар-хірург.
Друга дружина — Марія Петрівна (? — 2003).
Сини: Микола Іванович; Олександр Іванович, Ростислав Іванович.

## Нагороди
- орден Леніна (26.02.1958)
- медалі